# 상앙

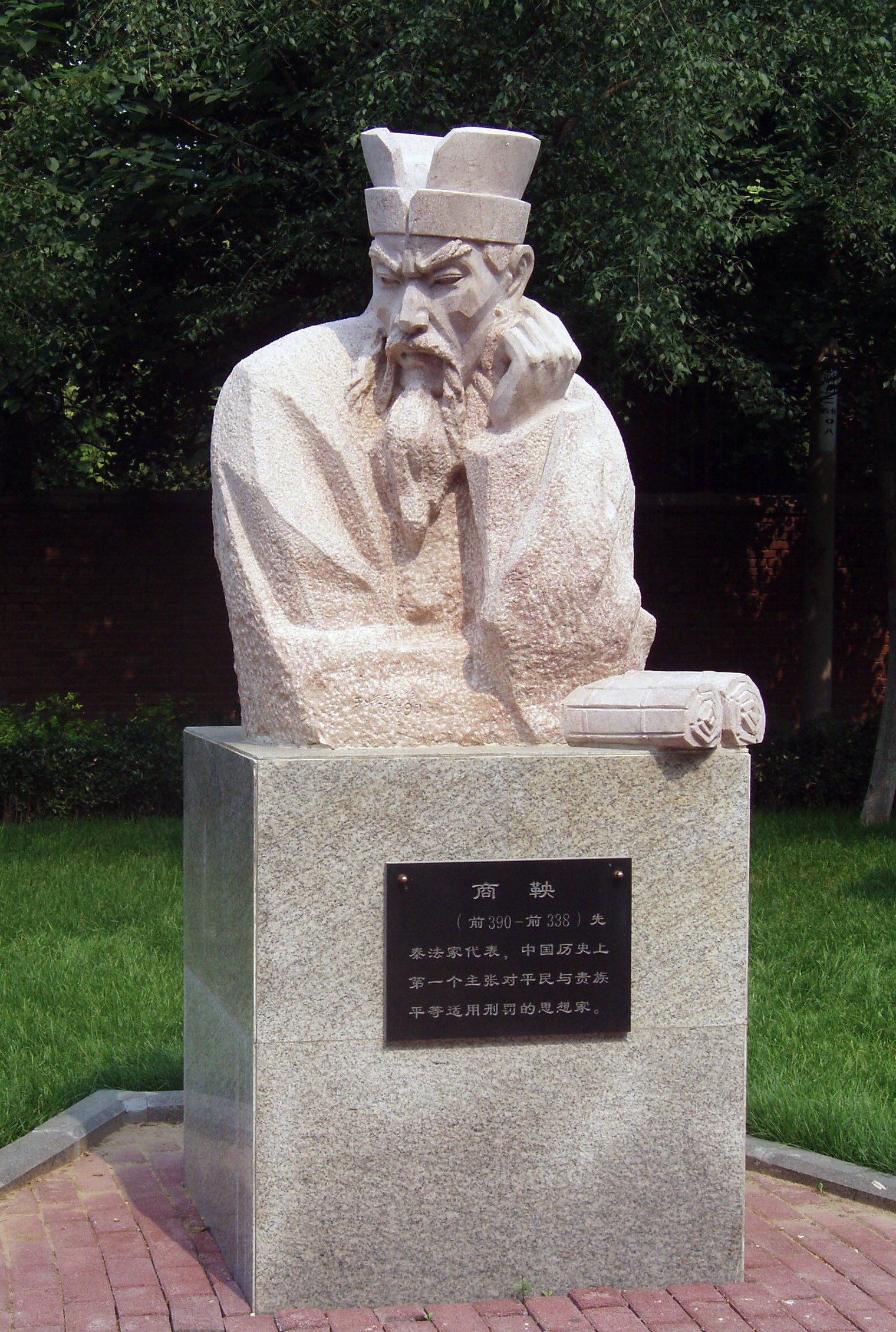

상앙(商鞅, 기원전 390년 ~ 기원전 338년)은 고대 중국의 전국시대 진나라의 법가를 대표하는 중요한 정치가였다. 상나라를 분봉받아 후작이 되어 상앙으로 부르며 본래의 성(姓)은 희(姬), 씨(氏)는 공손(公孫), 이름은 앙(鞅)이다. 또 다른 별칭으로 위나라 공족(公族)출신이라서 위앙(衛鞅)이라 불렸다. 주나라 왕족과 위나라 공족의 후예였으며, 거열형의 창시자였는데, 후일 그 자신이 거열형으로 처형된다.
사상적인 면은 위(魏)의 이회에게 크게 영향을 받았다. 오가작통법의 전신이라 할 수 있는 십오제(什伍制)를 만들었다. 또한, 동양 최초로 노예 제도의 부분적 폐지를 주장하였다.
부국강병의 술책으로 진효공을 설득하는 데 성공하여 좌서장을 거쳐 총리 격인 대량조(大良造)로 승진하여 정치개혁의 총설계자가 되었다. 두 차례의 변법을 성공시켜 약소국 진나라를 일약 강대국으로 만들어냈다. 저서로는 《상군서》(商君書) 29편이 있으며, 병법 지식도 박식하여 병서(兵書)인 《공손앙》(公孫鞅) 27편을 짓기도 했다.

## 생애

### 생애 초기
기원전 395년에 위나라에서 태어났다. 그의 출생 연대는 다소 불확실하여 기원전 396년생 설과 기원전 390년생 설도 있다. 그의 가계는 주나라 왕족과 위나라 공족의 후예였으며, 진 효공의 지원으로 그의 법철학에 따르는 여러 가지 개혁을 실행하였다. 병제, 세제, 법제를 정비하고 토지제도와 군현제를 시행하는 대개혁을 단행했다. 그것은 진나라가 주변국에서 군사강국인 중앙집권 국가로 변화시켰다. 행정을 교육제도에 중점을 두어 변화시키고 귀족의 권력을 줄였다. 그렇게 진나라가 전국시대를 통일할 수 있는 기반을 닦았으며, 그 공적으로 열후(列侯)에 봉해지고 상(商: 陜西省 商縣)을 봉토로 받으면서 “상앙”이라 불렸다.

### 사상
『상군서』에 따르면, 상앙은 인간의 의식과 인식 전반에 대한 유물론적 견해를 갖고 있었다. 그는 신농과 같은, 추앙받는 성인조차도 모두 과거 생산력과 인력에 국한되는, 한정된 정치성을 갖고 있기에 이들의 정치를 본받아서는 안 되며, 현재(당시 전국시대 초기 당시)의 정치는 현재의 인력과 생산력의 규모에 초점을 맞춰 발전해나가야 한다고 주장하였다. 또한, 현재의 정치도 미래에서는 충분히 낙후된 것일 수 있기에, 새로운 법과 제도를 적극적으로 창조하고 받아들여야 한다고 주장했다.

### 진(秦)의 변법
상앙이 추진했던 변법은 당시 법가사상을 바탕으로 강력한 부국강병을 목표로 하였으며, 강력한 부국강병을 원했던 진 효공과 뜻이 맞아 이를 실행할 수 있었다.
변법의 구체적 내용은 다음과 같다.
1. 계획 경제: 정부가 직접 철광과 관개수로 개발을 주도하여 다방면에서 생산력을 비약적으로 증가시켰으며, 상평제도를 통한 농축산물의 가격 안정을 꾀하였다.
2. 군공수작제: 어느 누구나 전쟁터나 국가를 위해서 공을 세웠다면, 그에 마땅한 작위를 내렸다.
3. 노동력 증대: 한 집에 둘 이상의 노동하지 않는 남자가 있으면, 세금을 두 배로 거둬들였다. 때문에 국가의 건강한 장정들은 모두 노동을 해야 했으며, 이로 인해 생산력이 대폭 증가하였다.
4. 노비 해방: 지주들의 노예에게 신분 상승의 기회를 대폭적으로 줌으로써 귀족들의 힘을 약화시킴과 동시에 양인을 확충하여 재정을 확충하였다. 그러나, 범죄를 저지르면 관노(官奴)로 삼았으며, 노비제 자체는 폐지하지 않았다.
5. 도시 개발: 낙후된 지역에도 정부가 직접 인력과 자금을 투자하여 도시·요새화하였다.
6. 상벌론: 공을 세웠거나 노동력을 제공한 사람에게는 그에 적당한 대가를 지급하였으며, 이에 반해, 실책 및 잘못을 저지른 자에게는 그에 맞는 형벌을 적재적소에 내렸다. 이는 지위고하와 관계가 없이 공평하게 적용되었다.
7. 상업 억제: 초기에 상업을 농업의 발전을 저해하는 요인으로 보았고 농업 생산 증대에 전념하기 위해 상업을 강력히 탄압했으나, 진나라가 어느정도 국력이 상승하자 농업과 상업의 균형있는 성장을 꾀하였다.
8. 소득 분배: 진나라의 토지 귀족을 해체시키고 부유층에게 중한 세금을 물었으며, 빈농에게 토지 및 농업 자금을 분배하여 자급자족 가능한 중산층·자영농으로 성장시켜 농업 생산량을 증대하였다.
9. 악습 및 구습 타파: 진나라에 내려오는 융(戎)[2]의 문란한 습속과 시대에 뒤쳐진 오랜 전통, 미신 숭배를 타파하고자 하였다.
10. 십오제(什伍制): 다섯집을 하나로 묶어 하나의 단위로 만들었으며, 납세와 징병의 단위가 되었다.
11. 이십등작제: 기존의 봉건적 신분제를 폐지하고 공과 과에 따라 승급과 강등이 유동적으로 가능한 20등급 체계의 계급 제도를 신설하였다.
12. 중앙집권화: 번잡한 제도를 과감히 없애고, 군사·생산·징세 등 기타 행정에 관련된 법을 일원화하고 그에 따른 관료제인 군현제(郡縣制)를 정비함으로써 통치 체계에 효율성을 더하였다.
13. 토지국유화: 전국 토지를 모두 국가에 귀속시키는 토지국유제를 단행하였다. 또한, 구획법을 새로이 정한 후 한 가구당 100무(畝, 현대 기준으로 약 3,000 평)에 해당하는 땅을 공평하게 분배하였다.

### 변법에 대한 반대
진효공과 상앙의 강력한 추진에도 불구하고 이 변법을 좌초시키기 위한 시도는 여러 번 일어났다. 특히, 진 최고의 유력부족인 맹, 서, 백씨 부족 등 지방 귀족 세력의 반발과 당시 태사였던 감룡과 두지의 반대로 변법은 여러번 중단 위기를 맞기도 하였다.

### 상앙의 엄벌주의
상앙은 변법에 대한 반대자는 용서치 않았고 변법을 어길시 지위고하를 막론하고 강력한 엄벌주의로 대처하였다. 이 변법 앞에서는 당시 태자였던 영사도 예외는 아니어서, 태자가 변법을 어기자 스승이었던 공자 건을 잡아 그의 코를 베는 형벌을 내렸다. 이 이후로 공자 건은 영원히 은둔했으며 태자는 상앙에 대한 증오를 품게된다.

### 변법의 성과
20년동안 부지런히 변법을 추진한 결과는 다음과 같다.
1. 하서 수복: 지금의 장안부근을 장악함으로써 당시 최대 패권국가였던 위나라를 제압하고 전국시대의 패자로 등극한다.
2. 함양 천도: 지금의 시안(장안) 서쪽 20km의 함양(셴양)으로 천도함으로써 중원으로 진출할 발판을 마련한다.
3. 강력한 군사력: 양인이 많아지면서 군사수가 증대했고 재정이 확충되어 강력한 군대를 만들 수 있었다.

상앙은 이 공으로 대량조에 올라 명실상부한 사실상의 공동군주가 된다.

### 조량과의 논쟁
상앙이 재상이 된 지 10년이 되었는데, 왕족과 외척들 사이에서 그를 원망하는 소리가 끊이지 않았다. 그때 상앙은 조량(趙良)이라는 선비를 만나게 되었다. 평소에 조량의 명성을 들었던 상앙은 그와 친교를 맺기를 희망하였으나 조량은 공손하게 거절하였다. 이를 궁금하게 여긴 상앙이 물었다.
| “ | 그대는 내가 진나라를 다스리는 방법이 잘못되었다고 생각하시오? | ” |
|   | — 상앙                                                        |   |

| “ | 반성하면서 타인의 말에 귀를 기울이는 것을 총(聰)이라 하고, 마음의 눈으로 보는 것을 명(明)이라 한다고 들었습니다. 순임금께서 말씀하시길 '스스로 낮추면 더욱더 높아진다'라 하셨습니다. 마땅히 이에 따르셔야지 저의 의견 따위야 무슨 상관이겠습니까? | ” |
|   | — 조량 |   |

| “ | 원래 진나라는 오랑캐의 풍습에 젖어서 아비와 아들의 구별도 없이 한 집에서 살고 있었으나 내가 그런 풍습을 고쳐서 남녀의 구별이 있게 하고 위엄도 있는 궁궐도 만들었소. 선생께선 나와 옛 목공 때의 재상 백리해 중 누가 더 정치를 잘한다고 보시오? | ” |
|   | — 상앙 |   |

| “ | 천 마리의 양 가죽도 한 마리의 여우 가죽만 못하고, 아첨꾼 천 명의 말도 정직한 사람의 한 마디 말보다 못합니다. 주나라 무왕은 신하들이 바르고 옳은 소리를 할 수 있어 크게 일어났고, 은나라 폭군 주왕은 신하들이 감히 간언하지 못했기에 멸망을 면치 못 한 것입니다. 만일 무왕이 틀렸다고 생각치 않으신다면 제가 하루 종일 정직한 말씀을 드려도 소용없지 않겠습니까? | ” |
|   | — 조량 |   |

| “ | 겉치레의 말은 허황되고, 내심에서 나오는 말은 진실되며, 쓴 말은 약이고 달콤한 말은 독이다'라는 말이 있소이다. 선생이 진정으로 용기 있게 하루 종일 바른 말을 해 준다면 나에게 약이 될 터인데 왜 마다하겠소? | ” |
|   | — 상앙 |   |

| “ | 옛날 목공 때의 백리해는 가난했지만 현명한 사람이였습니다. 목공께서 그의 현명함을 들으시고 만나보고자 하셨으나 백리해는 여비가 없어 나그네에게 몸을 팔아 소를 치면서 따라갔습니다. 목공이 이를 알고 백리해를 소 치는 신분에서 백관의 위에 서게 하셨으나 진나라에서는 감히 불만을 품은 사람이 없었습니다. 백리해가 진나라의 재상이 된 지 6,7년이 지나서 동으로는 정나라를 쳤고, 진(晉)나라의 군주를 세 번씩이나 교체시켰으며, 초나라를 위기에서 구해준 적도 있습니다. 백리해가 어진 정치를 베푸니 오랑캐까지 복종해 따랐습니다. 백리해는 재상을 지내면서 아무리 피곤해도 수레에 앉지 않았고, 더워도 수레 덮개를 씌우지 않았습니다. 백리해가 행차할 때는 수행하는 수레를 거느리지 않고 무장한 갑병(甲兵)도 없었습니다. 백리해의 공로는 문서 창고에 기록되어 보존되어 있으며, 덕행은 후세까지 전해지고 있습니다. 백리해가 죽자 진나라의 모든 사람들은 눈물을 흘렸고, 아이들조차 노래를 하지 않았으며, 방아를 찧는 사람들도 흥얼거리지 않았습니다.이것이 백리해의 정치요 덕입니다. 그런데 상군께서는 왕과의 만남부터가 명예롭지 못했습니다. 왕이 부르신 것이 아니라 왕의 총애를 받던 경감(京監)에게 소개를 부탁하지 않으셨습니까? 재상을 지내면서도 백성을 위한 일은 하지 않고 궁궐이나 크게 지을 뿐이었으니 그것을 공적이라고 할 수는 없지요. 또 태자의 스승에게 형벌을 가하고 서슬이 퍼런 법으로 백성을 죽이고 다치게 했으니, 이는 결국 원망과 화를 쌓은 것입니다. 상군의 명령이 왕의 명령보다도 무거워, 왕께서 부르기보다는 상군께서 불러야 더 빨리 옵니다. 지금 상군께서 많은 법을 바꾸면서 이것을 교화라고 하시는데 그렇지 않습니다. 법을 바꾼 목적은 다만 상군의 권위를 내세우려는 목적이겠지요, 상군께서는 마치 왕처럼 자신을 과인이라 칭하고, 많은 왕족들을 핍박하시고 있습니다. 《시경》에 이런 구절이 있습니다 '쥐에게도 예의가 있는데, 사람으로써 예의가 없구나. 사람으로써 예의가 없는데, 어째서 일찍 죽지 않는가?' 이 시를 보면 상군께서 축복을 받으며 오래 살 것 같지는 않습니다. 태자의 스승인 공자 건(虔)은 8년 전 의형(劓刑)을 당한 이후로 지금까지 두문불출하고 있습니다. 《시경》에는 또한 이러한 구절도 있습니다. '인심을 얻는 사람은 일어나고, 인심을 잃는 사람은 망한다' 상군께서는 지금 아침 이슬처럼 위태로운 처지에 놓여 계십니다. 지금이라도 무사히 장수하고 싶으시면 하사받으신 열다섯 개 읍을 왕에게 되돌려 드리고, 시골에 가서 화초나 가꾸면서 지내시는 것이 좋겠지요. 그러면서 세상에 드러나지 않은 인재를 천거하십시오. 또한 노인을 봉양하고, 고아를 돌보며, 부모와 형을 공경하고, 공로 있는 사람에게 알맞은 지위를 주며 덕이 있는 사람을 존중하도록 왕께 건의하십시오. 이렇게 하시면 조금 마음이 편해지실 겁니다. 그런데 상군께서는 아직도 부를 탐하고 국정을 독점하면서 백성들의 원성을 듣고 계십니다. 효공께서 세상을 떠났을 때, 그때는 상군을 체포하려는 사람들이 어찌 한둘뿐이겠습니까? 상군의 파멸은 발끝을 세워 기다리는 것처럼 순식간의 일이 될 겁니다. | ” |
|   | — 조량 |   |

그러나 상앙은 조량의 충고를 듣지 않았으며 이로부터 5개월 후 효공이 죽고 태자가 즉위했다.

### 최후
진 효공이 죽자 그에게 증오를 품고 있는 태자 영사가 즉위한다. 그는 상앙의 변법을 반대하는 반대파들을 모아 상앙을 탄핵했고, 상앙은 상(商) 땅에서 반란을 획책하나 전투 중 사망하여 실패하였으며, 상앙의 시체는 진 혜문왕의 명에 의해 거열형에 처해졌다.

## 평가
그는 오랑캐의 인습과 봉건적인 구습에 얽매여 있던 변방의 소국이었던 진나라를 강국으로 만드는 데에 결정적인 기여를 하였다. 또한, 정치 일선에 있어서 현실적인 자세를 취하였으며, 지주와 왕족을 억제하고 소농을 중산 자영농으로 성장시켜서 국가의 경제력을 끌어올렸다. 그러나, 엄격한 전체주의적 통치를 구축하였고, 개인의 감정을 극도로 억압하는 정치사상을 주장했다는 비판이 존재한다.

## 저서
병서(兵書)인 공손앙 27편을 지었으며, 전국시대 역사를 기술한 상군 29편을 지었다.
- 《상군》(商君 )29편
- 《공손앙》(公孫鞅) 27편

## 같이 보기
| - 유교 - 법치주의 - 거열형 - 성악설 - 춘추 전국 시대 - 춘추 오패 - 전국 칠웅 - 이사 - 순자 | - 한비자 - 진 효공 - 진 혜왕 - 자궁 - 자사 - 공자 |

## 상앙을 맡은 연기자
<대진제국>, 2009년-왕즈페이